# Robert Greene (scrittore)
Robert Greene (Los Angeles, 14 maggio 1959) è uno scrittore statunitense, autore di bestseller dedicati al potere, alla strategia e alla seduzione.

## Biografia
Robert Greene è nato a Los Angeles, ha frequentato le università di Berkeley e del Wisconsin, dove ha conseguito una laurea in studi classici. Ha lavorato a New York in diverse riviste, tra cui Esquire, e a Hollywood come sceneggiatore.
Ha vissuto a Londra, Parigi e Barcellona, parla diverse lingue e ha lavorato come traduttore. Nel 1995 è stato coinvolto nella progettazione e realizzazione di Fabrica, la scuola d'arte di Luciano Benetton e Oliviero Toscani vicino a Treviso. Lì incontrò Joost Elffers, grafico editoriale di New York che ne diventerà partner come collaboratore e coautore di un libro sul potere e la manipolazione, una versione moderna de Il Principe di Machiavelli.
Dalla loro collaborazione nacque così Le 48 leggi del potere, un bestseller nazionale e internazionale tradotto in 24 lingue. Questo libro sintetizza le filosofie di Niccolò Machiavelli, Sun Tzu e Carl Von Clausewitz con i retaggi storici dei più grandi personaggi influenti di tutti i tempi come Cesare Borgia, Luigi XIV, Lorenzo de' Medici, Elisabetta I d'Inghilterra, Giulio Cesare e tanti altri.
Nel 2001 pubblica L'arte della seduzione, il suo secondo libro.
Il terzo di questa serie di libri è Le 33 strategie della guerra uscito nel 2006. Robert Greene ha scritto anche il libro Mastery (tradotto in italiano con un altro titolo) ed è coautore del libro The 50th Law, insieme al rapper statunitense 50 cent. 
L'ultima opera dell'autore è The Laws of Human Nature, pubblicato nel 2018.

## Vita personale
Ultimogenito di una famiglia ebraica, Greene vive a Los Angeles con la sua partner Anna Biller, di professione una regista. Greene parla cinque lingue ed è uno studente del Buddismo Zen. È inoltre un appassionato nuotatore e mountain biker.
Greene è un mentore per Ryan Holiday, autore dei bestseller Trust Me, I'm Lying, The Obstacle Is the Way, Ego Is the Enemy e The Daily Stoic.
Greene ha sostenuto Barack Obama nelle elezioni presidenziali degli Stati Uniti del 2012 e si identifica con la politica liberale. In un'intervista,  ha affermato che Donald Trump fraintenda il potere.
Quando, nel 2012, gli è stato chiesto se fosse religioso, Greene ha detto: "Sono ebreo ma non ho una pratica spirituale irriducibile. Non sono ateo; sono incuriosito dalla sensazione che ci sia qualcosa lì".
Greene ha subito un grave ictus prima di lanciare il suo libro The Laws of Human Naturenel 2018. È stato causato da un coagulo di sangue nel collo che lo ha lasciato senza l'uso della mano e della gamba sinistra per qualche mese. Dopo una riabilitazione piuttosto estesa, l'autore ha riacquistato le funzioni motorie della mano e gamba sinistra solo parzialmente.

## Opere
- Le 48 leggi del potere (The 48 Laws of Power, 1998)
- L'arte della seduzione (The Art of Seduction, 2001)
- Le 33 strategie della guerra (The 33 Strategies of War, 2006)
- The 50th Law
- Mastery
- The Laws of Human Nature